# Santa María Tlalixtac (kommun)
Santa María Tlalixtac är en kommun i Mexiko.   Den ligger i delstaten Oaxaca, i den sydöstra delen av landet, 300 km sydost om huvudstaden Mexico City.
Följande samhällen finns i Santa María Tlalixtac:
- Santa María Tlalixtac
- Tlalixtac Viejo
- El Palmar